# Флавијан Цариградски
Флавијан (умро 449) је хришћански светитељ. Био је цариградски патријарх од 446. до 449. године.
Био је наследник Светог Прокла и савременик папе Лава. Борио се одлучно против Евтихија и Диоскора, али жив није дочекао исход IV васељенског сабора, јер је пре тога на једном сабору у Ефесу пребијен и изгажен тако бездушно да је ту и умро. Хришћанска традиција за њега каже да је био верни Христов војник, храбри бранилац и исповедник православне вере. Умро је 449. године.
Српска православна црква слави га 18. фебруара по црквеном, а 3. марта по грегоријанском календару.